# Tomohiro Tsuboi
Tomohiro Tsuboi (jap. 坪井 智浩 Tsuboi Tomohiro; ur. 30 września 1971 w prefekturze Saitama) – japoński seiyū. Od 1 września 2007 r. należy do 81 Produce, wcześniej należał do Mausu Promotion.

## Filmografia

### Anime
- Busō Renkin (Shinyo Suzuki)
- D.Gray-man (Johnny Gill)
- Fortune Arterial (Seichirō Togi)
- Gakuen Heaven (Omi Shichijo)
- Hakuōki: Shinsengumi Kitan (Nagakura Shinpachi)
- Kopciuszek jako Bingo (mysz)
- Naruto (Kamizuki Izumo)
- Onmyō Taisenki (Teru Sarigoru)
- Tears to Tiara (Taliesin)
- X-Men Evolution
- Zegapain (Shima)

### Tokusatsu
- Ninpū Sentai Hurricaneger (2002): (Poison Flower Ninja Hanasakkadoushi)
- K-tai Investigator 7 (2008): (Phone Braver 01)
- Kamen Rider Decade (2009): Swallowtail Fangire
- Kamen Rider OOO (2011): Oumu Yummy
- Tokumei Sentai Go-Busters (2012): Sunadokeiloid

### Dubbing
- Ostry dyżur (Morales)
- 24 godziny (Lesa Murali)
- Thunderbirds
- King Kong
- Tomek i przyjaciele